# Jewgienij Woronow
Jewgienij Siergiejewicz Woronow (ros. Евгений Воронов; ur. 7 maja 1986) – rosyjski koszykarz grający na pozycji rzucającego obrońcy, brązowy medalista olimpijski, obecnie zawodnik Chimek Moskwa.
W 2012 zdobył brązowy medal na Igrzyskach Olimpijskich w Londynie wraz z reprezentacją Rosji.
17 lipca 2020 został zawodnikiem Chimek Moskwa

## Osiągnięcia

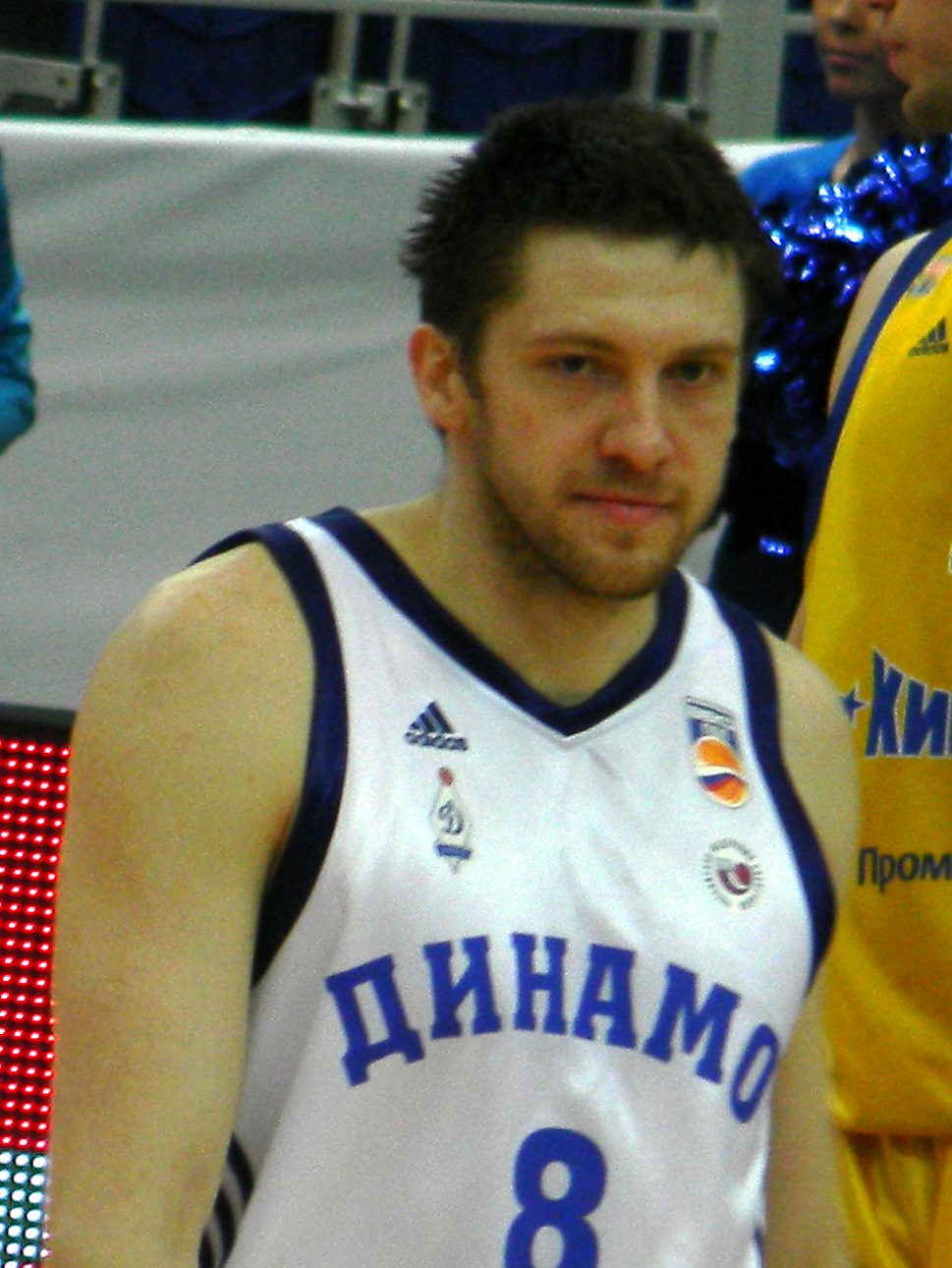
Woronow podczas meczu gwiazd rosyjskiej ligi PBL (2011).

Stan na 17 lipca 2020, na podstawie, o ile nie zaznaczono inaczej.
- Mistrz:
  - VTB (2012, 2013)
  - Rosji (2012, 2013)
- Brąz:
  - VTB (2015, 2018)
  - mistrzostw Rosji (2009)
- Zdobywca pucharu Rosji (2009)

Indywidualne
- Uczestnik meczu gwiazd:
  - międzynarodowej ligi VTB (2017[6], 2018, 2019[7])
  - ligi rosyjskiej PBL (2011)[8]
- Lider ligi rosyjskiej w przechwytach (2011)

Reprezentacja
Seniorska
- Brązowy medalista olimpijski (2012)
- Uczestnik:
  - mistrzostw:
    - świata (2010 – 7. miejsce)
    - Europy (2013 – 21. miejsce)

  - kwalifikacji do Eurobasketu (2015)

Młodzieżowe
- Mistrz Europy U–20 (2005)
- Uczestnik:
  - uniwersjady (2007)
  - mistrzostw Europy:
    - U–20 (2005, 2006 – 10. miejsce)
    - U–18 (2004 – 6. miejsce)